# Vásárhely
Vásárhely (szlovákul: Trhovište) község Szlovákiában, a Kassai kerület Nagymihályi járásában.

## Fekvése
Nagymihálytól 10 km-re délnyugatra, az Ondava bal oldalán fekszik.

## Története
Területén már a történelem előtti időkben is éltek emberek, ezt bizonyítják az 1953-ban itt talált rézből készített eszközök, valamint a falutól északkeletre talált kőkorszaki sírok is. A Nagymihály felé vezető út közelében egykori földvárat feltételeznek.
A települést 1220-ban „Vasarhel” néven említik először. Neve alapján már ekkor vásáros hely lehetett. Temploma valószínűleg már a 13. században, vagy legkésőbb a 14. század elején állt. Az 1332 és 1337 között kelt pápai tizedjegyzék említi Tibo nevű papját is. A templomot Szent Nikodémus tiszteletére szentelték fel és a katolikusok a 16. század közepéig használhatták. 1563-ban már az evangélikus egyház kezén volt. A 14. és 17. század között a falu birtokosa a Drugeth család volt, akik az uradalmat Barkó várából irányították. A faluban a 16.–17. században vámot is szedtek. Kastélyában a 16. században több megyegyűlést tartottak. 1600-ban 34 háztartás adózott a településen. Az összeírás szerint ekkor templom, plébánia, iskola, vendéglő és kastély állt Vásárhelyen, ezzel a környék legjelentősebb településének számított. 1623-ban az összeírás szerint a bíróéval együtt 43 ház állt itt. A 18. század elejének háborús eseményei és a járványok következtében a lakosság száma jelentősen csökkent. 1715-ben 18, 1720-ban 17 háztartása adózott. 1759 és 1761 között a falu a régi helyén új templomot épített, melyet Keresztelő Szent János tiszteletére szenteltek fel. 1781-ben a türelmi rendelet alapján a temető területén az evangélikusok építhették fel templomukat.
A 18. század végén Vályi András így ír róla: „VÁSÁRHELY. Tót falu Zemplén Várm. földes Ura G. Csáky Uraság, lakosai katolikusok, ó hitüek, és reformátusok, fekszik Bánótzhoz 1/4 órányira; dombos, és többnyire térséges, veres agyagot, egy részében kavitsos a’ földgye, 3 nyomásbéli, leginkább búzát, gabonát, zabot, középszerűen árpát, és tengerit terem; erdeje van, szőleje nints, malma, vámja, halászó vize van, rétekkel is bővelkedik, piatza Nagy-Mihályon, és Gálszécsen 1 órányira.”
Fényes Elek 1851-ben kiadott geográfiai szótárában így ír a faluról: „Vásárhely, tót-orosz falu, Zemplén vgyében, N.-Mihályhoz nyugotra 1 1/2 mfdnyire a kassai postautban: 223 romai, 155 g. kath., 8 evang., 326 ref., 29 zsidó lak. Romai és g. kath. és ref. anyatemplom, 715 hold termékeny szántóföld. Malom az Ondava vizén. F. u. gróf Csáky László örökösei. Ut. post. Vecse.”
1880-ban nagy tűzvész pusztított a faluban, melyben annak egész középső része leégett.
Borovszky Samu monográfiasorozatának Zemplén vármegyét tárgyaló része szerint: „Vásárhely, tót kisközség, 230 házzal és 1209, nagyobb részben ev. ref. vallású lakossal. Postája, távírója és vasúti állomása Bánócz. Egyike a vármegye legősibb községeinek, mely már 1219-ben vásáros helyként szerepel. A XV. század közepén a Drugethek voltak az urai. 1550-ben Orlay Magdolnát és Mekcsy, másként Mecskey Lászlót iktatják némely részeibe. 1584-ben Báthory Klára és Drugeth István, 1590-ben Banchy János is birtokosaiként említtetnek. Az 1598-iki összeírás a Homonnai Drugetheken kívül még Kátai Mihályt is birtokosának tudja. 1604-ben itt vármegyegyűlést tartottak. 1626-ban Drugeth János és Pázmány Péter a birtokosai, kik a maguk részét Nyáry Istvánnak és nejének zálogosítják el. Később a Csákyak lettek földesurai. Most gróf Andrássy Gézának van itt nagyobb birtoka. 1663-ban a pestis ezt a községet sem kerülte el, 1880-ban pedig nagyobb része leégett. A községben három templom van, melyek közül a római katholikus 1759-ben, a görök katholikus 1800-ban és a református 1896-ban épült. A Nagymihály felé vezető úton, a Dolni Bolkovo nevű dűlőn hajdan állítólag földvár állott. A községtől délnyugatra feküdt egykor Kupony község, mely a XIV. században Kupon és Kopon alakban van említve. Ide tartoznak Kanó- és Ujház-tanyák.”
1920-ig Zemplén vármegye Nagymihályi járásához tartozott.
Vásárhely 1924-ben kapcsolódott be a buszközlekedésbe a Kassa-Nagymihály vonalon. 1925-ben megalakult a tűzoltóegylet. A második világháború során 1944. november 9. és 15. között a harcok miatt lakosságát evakuálták.

## Népessége
| Év:            | 1994. | 2004.    | 2014.   | 2024.    |
| -------------- | ----- | -------- | ------- | -------- |
| Emberek száma: | 1545  | 1816     | 1913    | 2161     |
| Eltérés:       |       | +17,54 % | +5,34 % | +12,96 % |

| Év:            | 2023. | 2024.   |
| -------------- | ----- | ------- |
| Emberek száma: | 2140  | 2161    |
| Eltérés:       |       | +0,98 % |

1910-ben 1200-an, többségében szlovák anyanyelvűek lakták, jelentős magyar kisebbséggel.
2001-ben 1703 lakosából 1659 szlovák volt.
2011-ben 1882 lakosából 1653 szlovák volt.

## Nevezetességei
- Görögkatolikus templomát 1818-ban készítették.
- Keresztelő Szent János tiszteletére épített, római katolikus temploma 1759-ben épült késő barokk stílusban. A 19. század elején megújították, 1885-ben új tornyot építettek hozzá.
- A római katolikus plébánia a 18. és 19. század fordulóján létesült.
- Református temploma 1781-ben, mai formájában 1896-ban épült.